# ブダペスト国立西洋美術館
ブダペスト国立西洋美術館（ブダペストこくりつせいようびじゅつかん、Szépművészeti Múzeum）はハンガリーの首都ブダペストの英雄広場にある美術館。

## 沿革
1896年、建国1000年を記念して1906年に開館した。

## コレクション
エステルハージ家のコレクションが元となっている。古代エジプト美術、アンティーク、13世紀から18世紀の西洋絵画、彫刻、19世紀以降の絵画等を所蔵している。

### ギャラリー

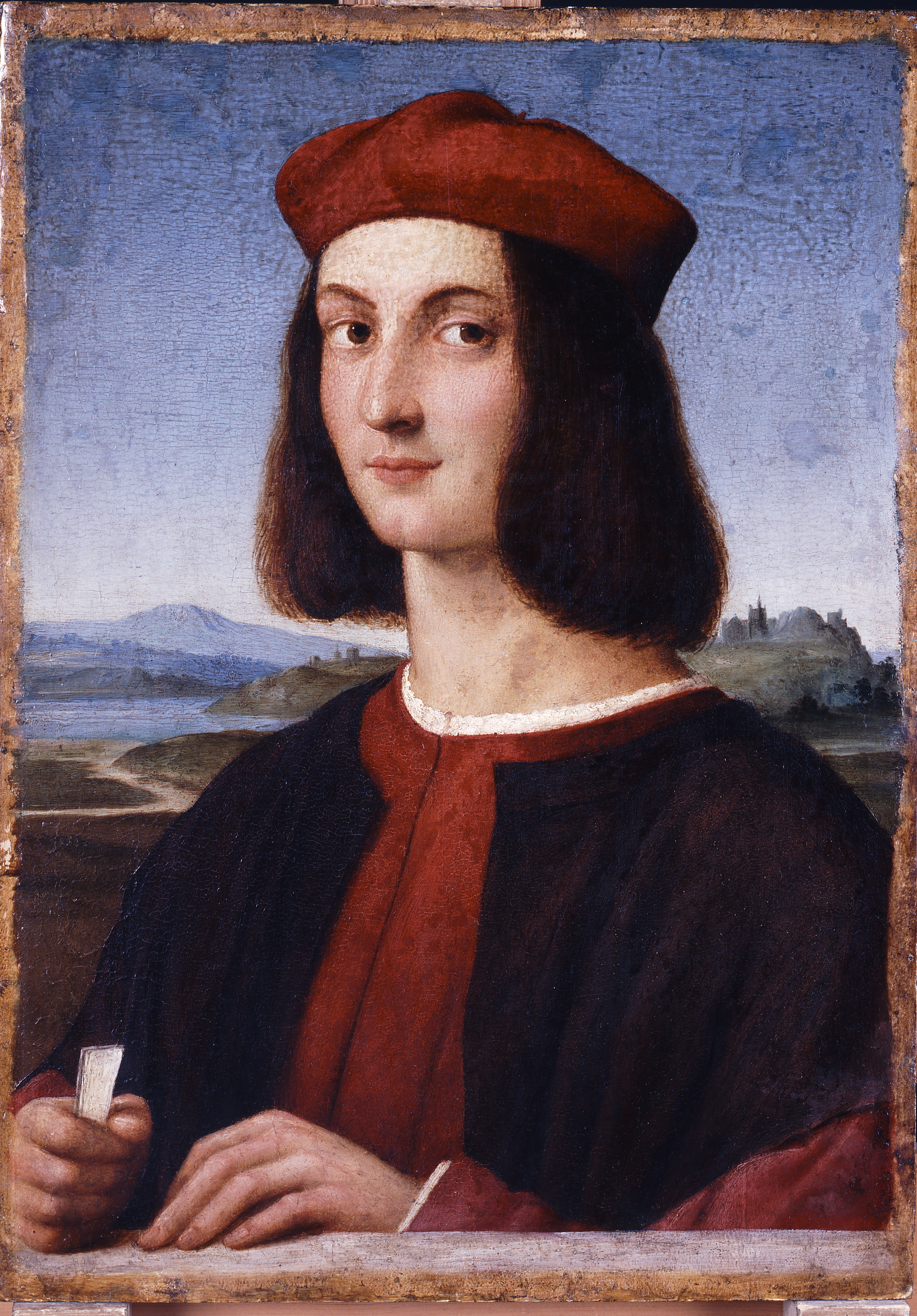
ラファエロ・サンツィオ『若い男の肖像』
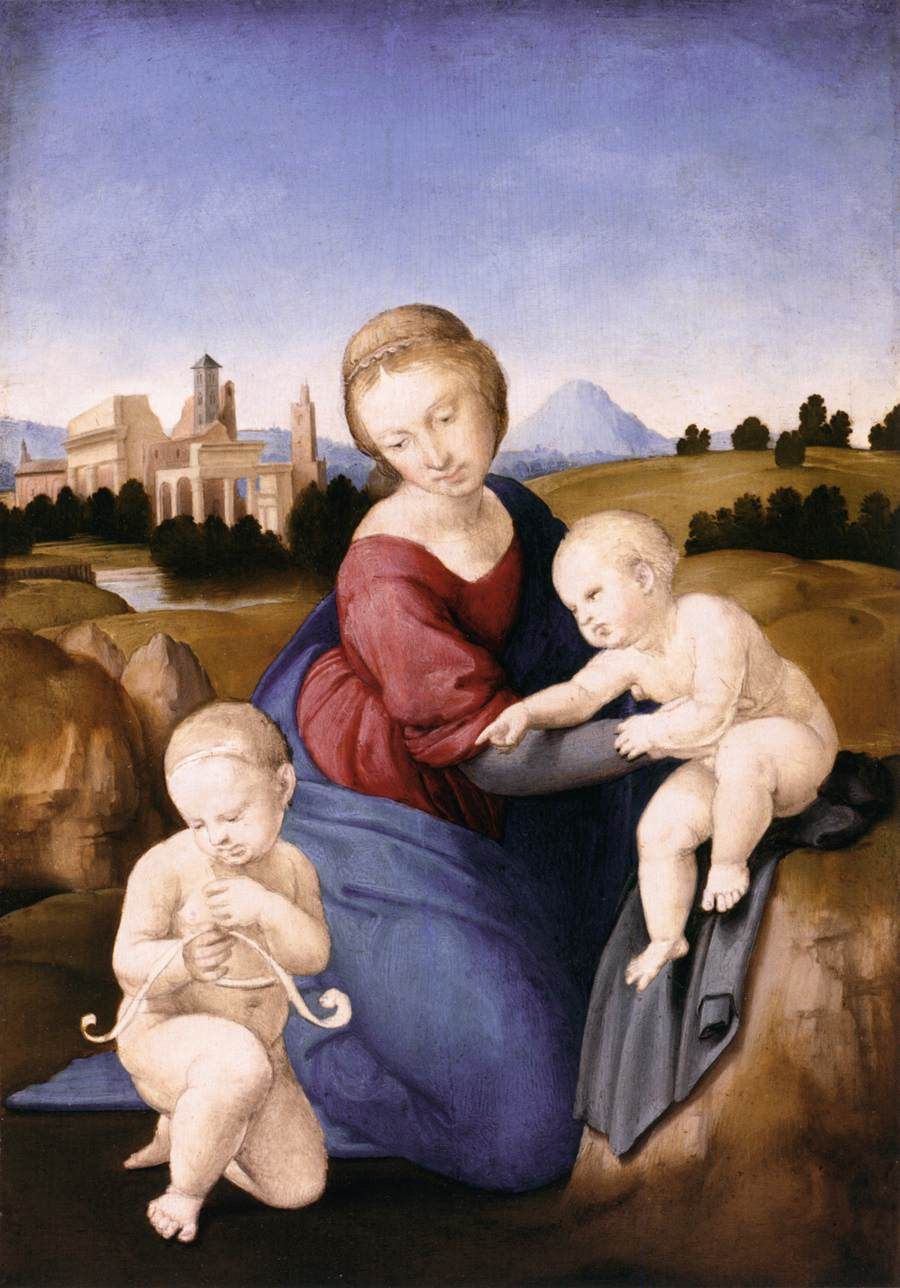
ラファエロ・サンツィオ『エステルハージの聖母』
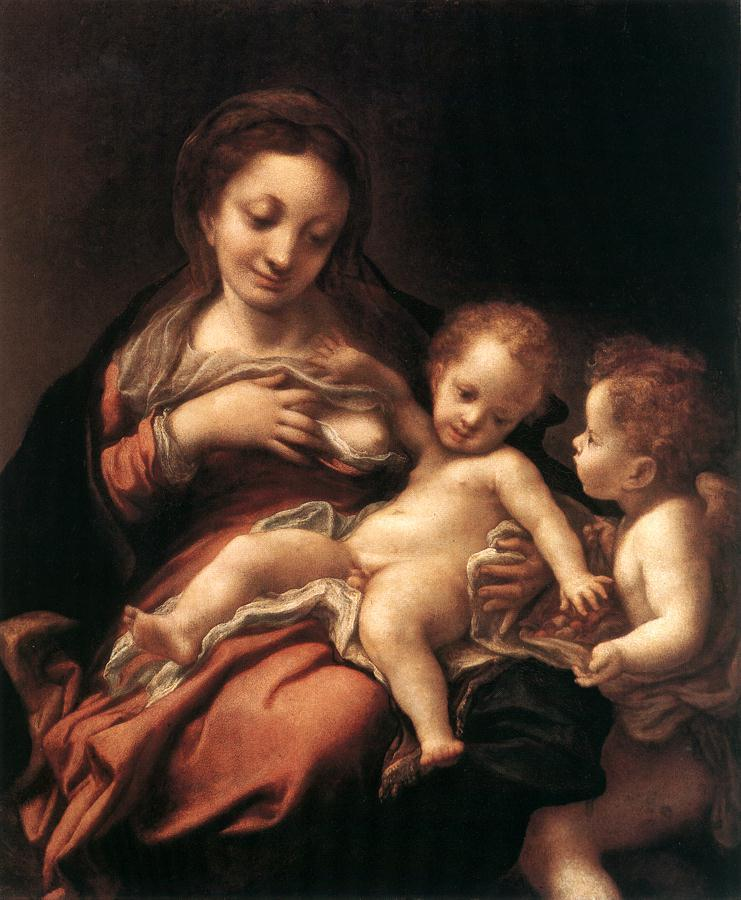
コレッジョ『授乳の聖母』
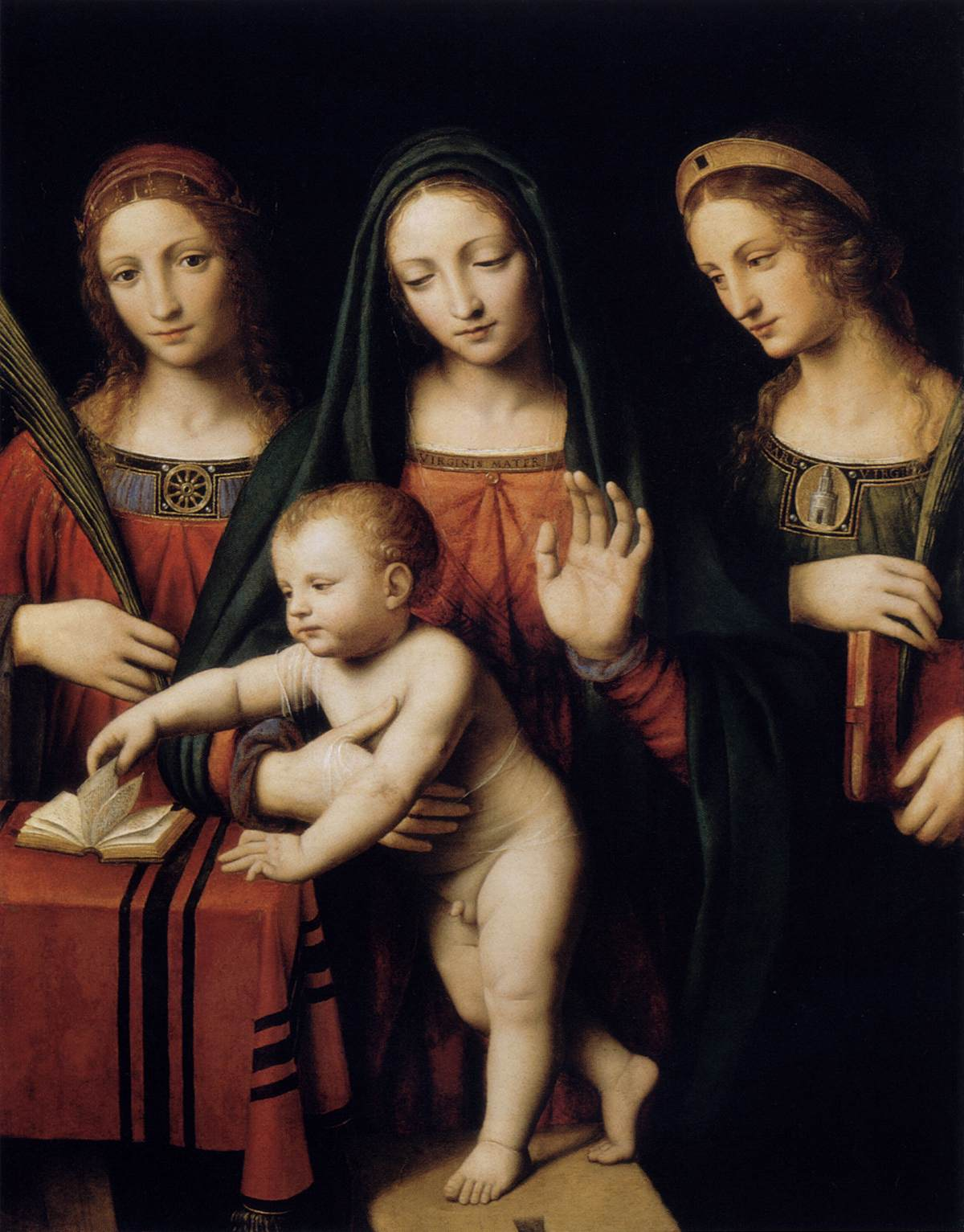
ベルナルディーノ・ルイーニ『聖母子と聖カタリナ、聖バルバラ』
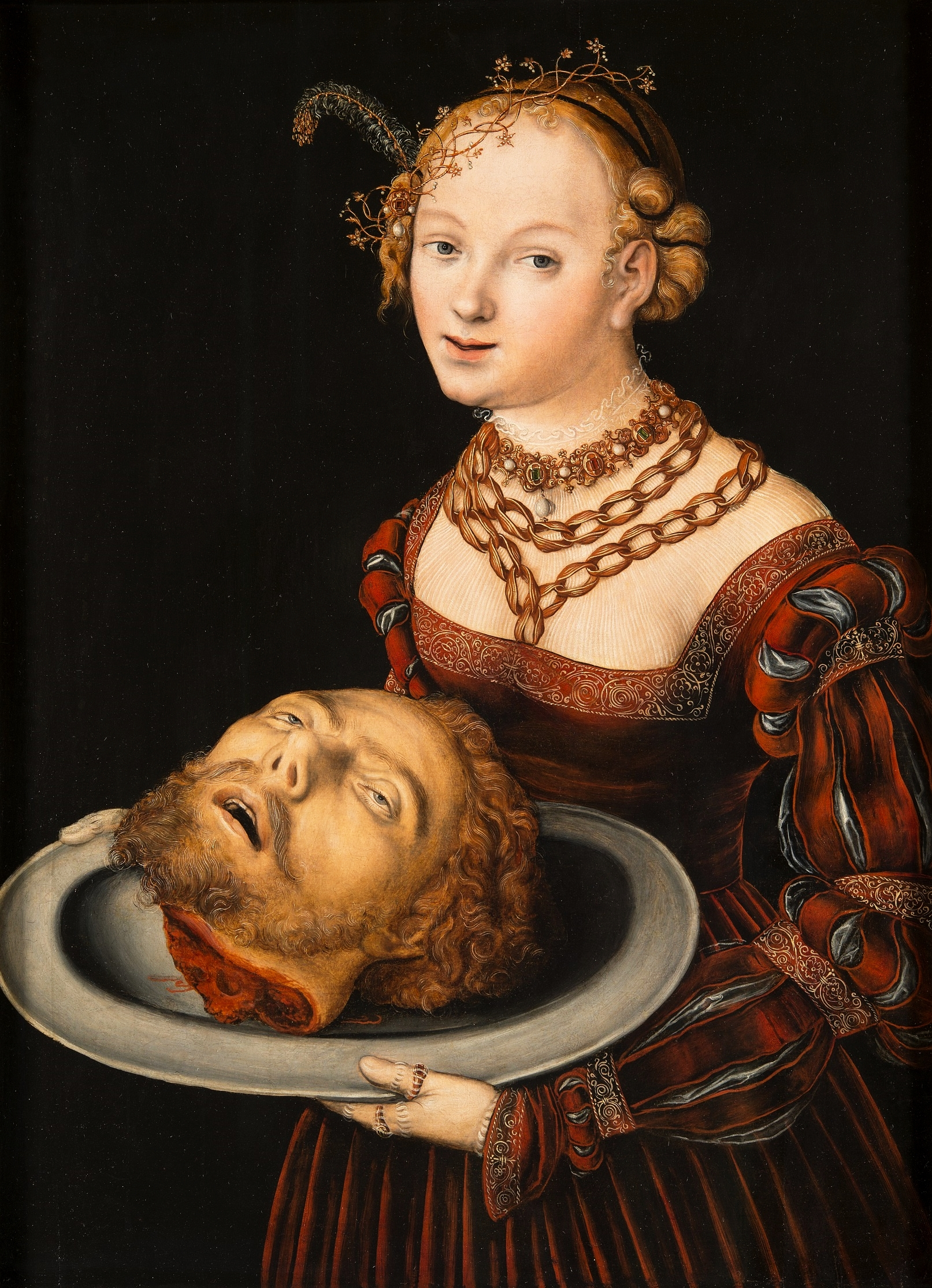
ルーカス・クラナッハ (父)『洗礼者聖ヨハネの首を持つサロメ』
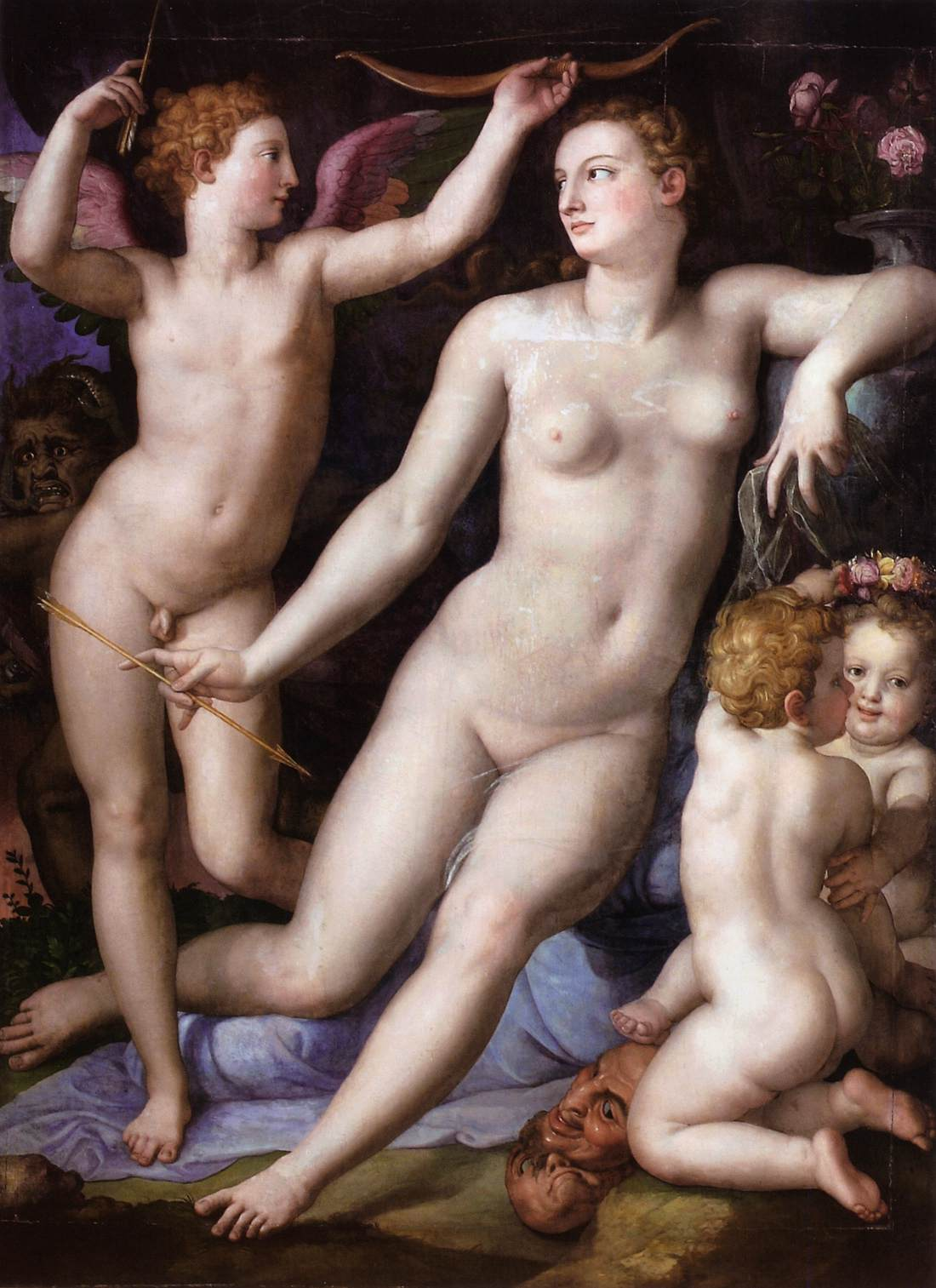
アーニョロ・ブロンズィーノ『ヴィーナス、キューピッド、嫉妬』
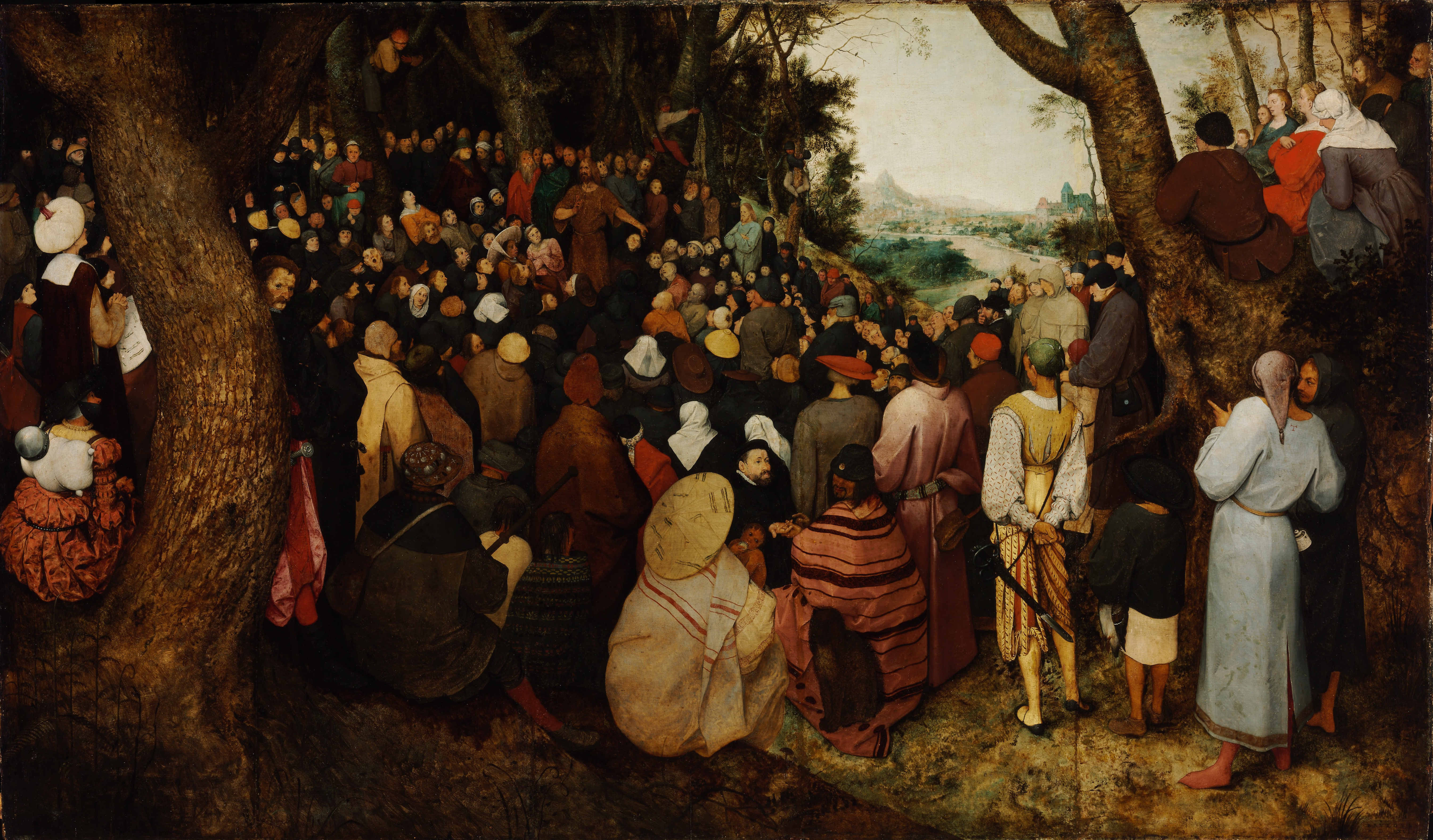
ピーテル・ブリューゲル『洗礼者聖ヨハネの説教』
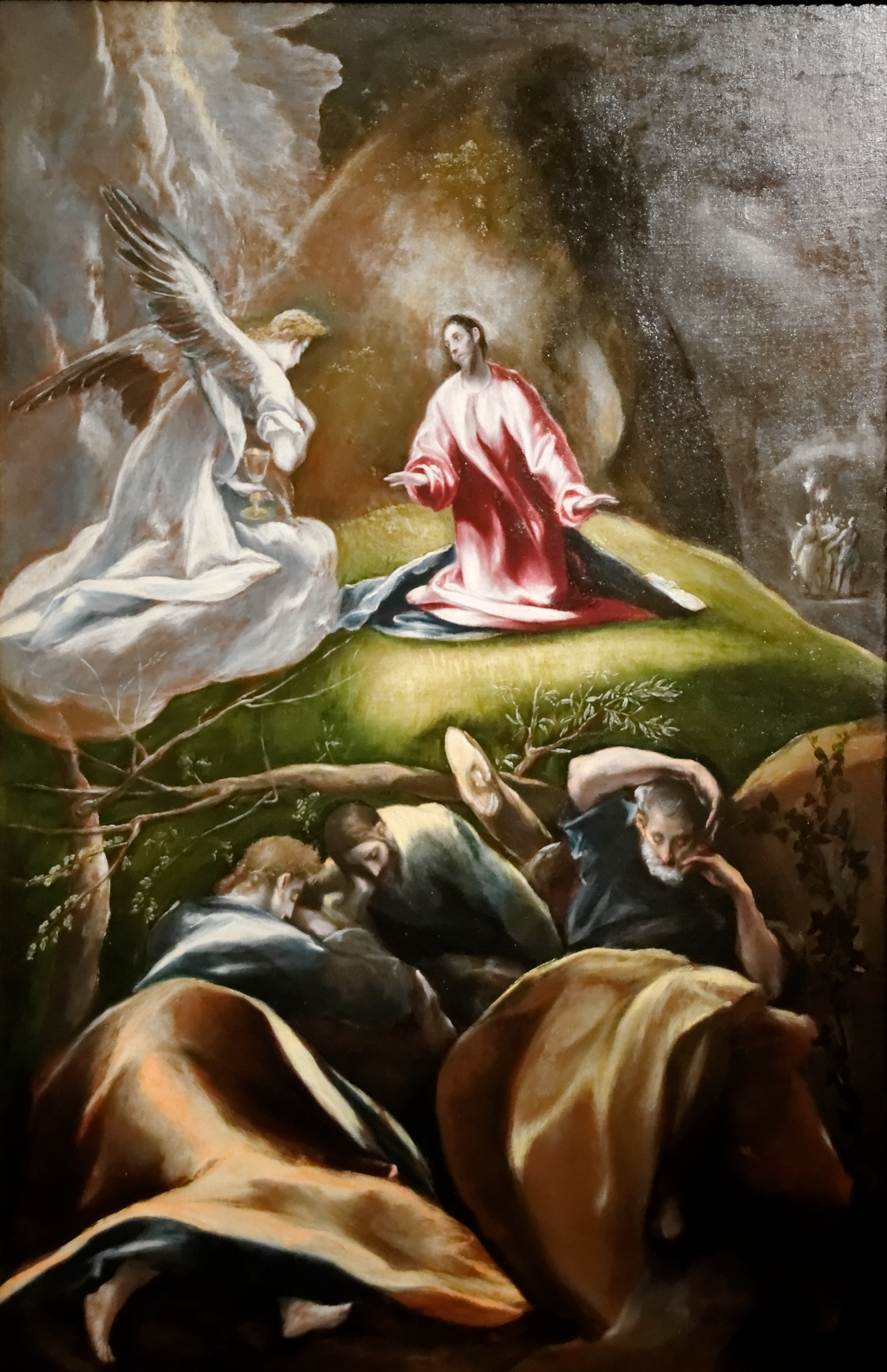
エル・グレコ『ゲッセマネの園』
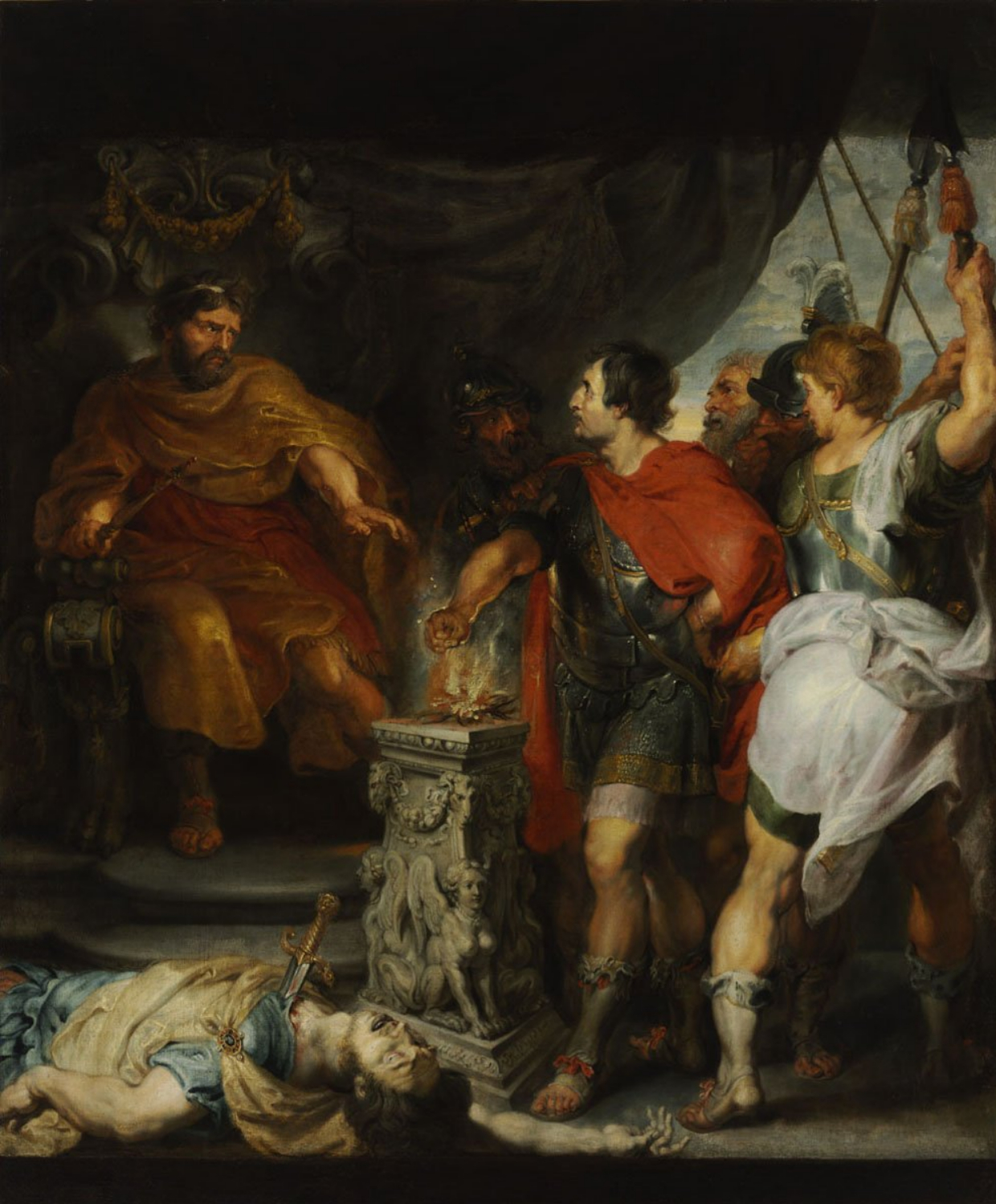
ピーテル・パウル・ルーベンス、アンソニー・ヴァン・ダイク『ラルス・ポルセンナの前のムキウス・スカエウォラ』
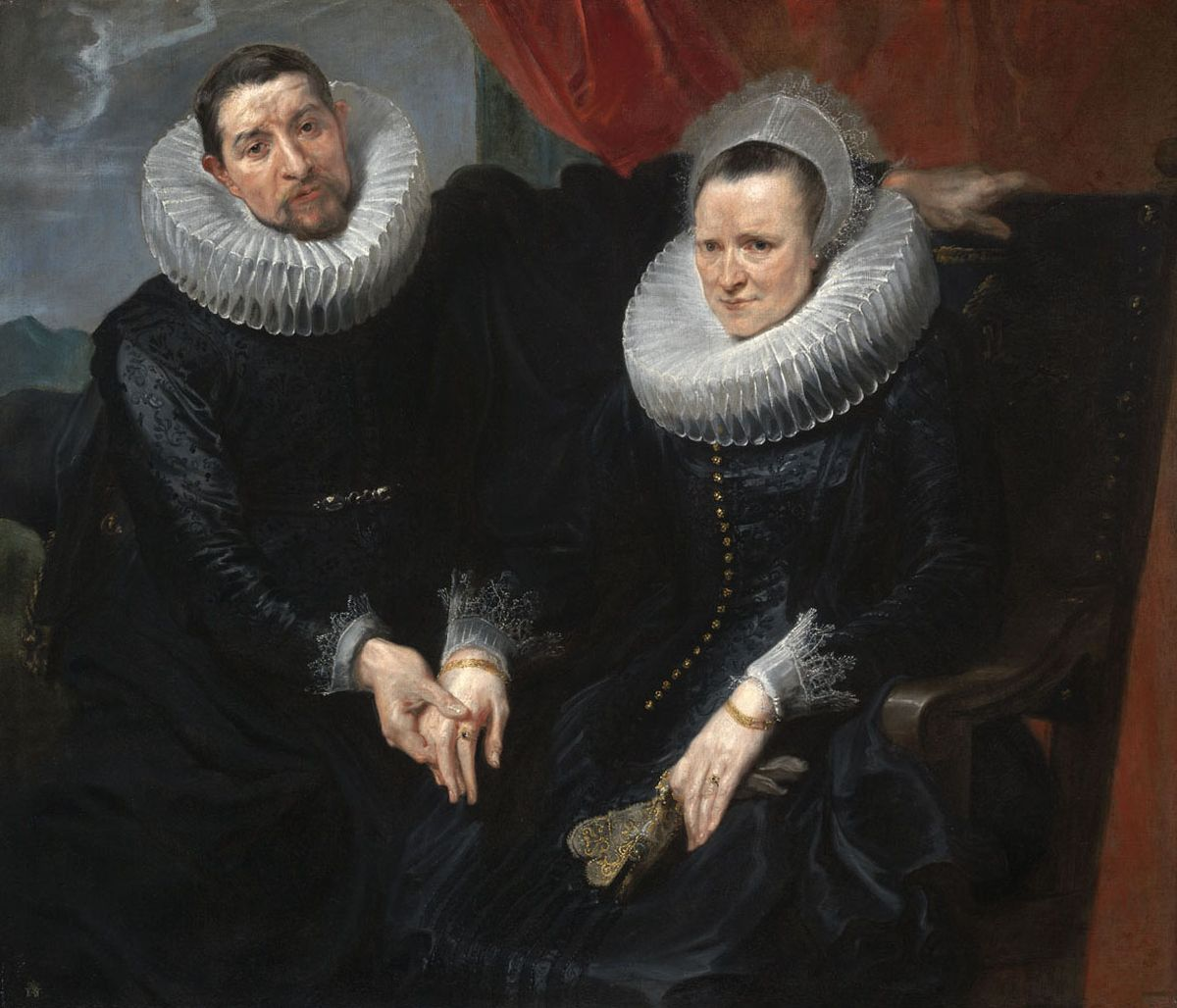
アンソニー・ヴァン・ダイク『夫婦の肖像』
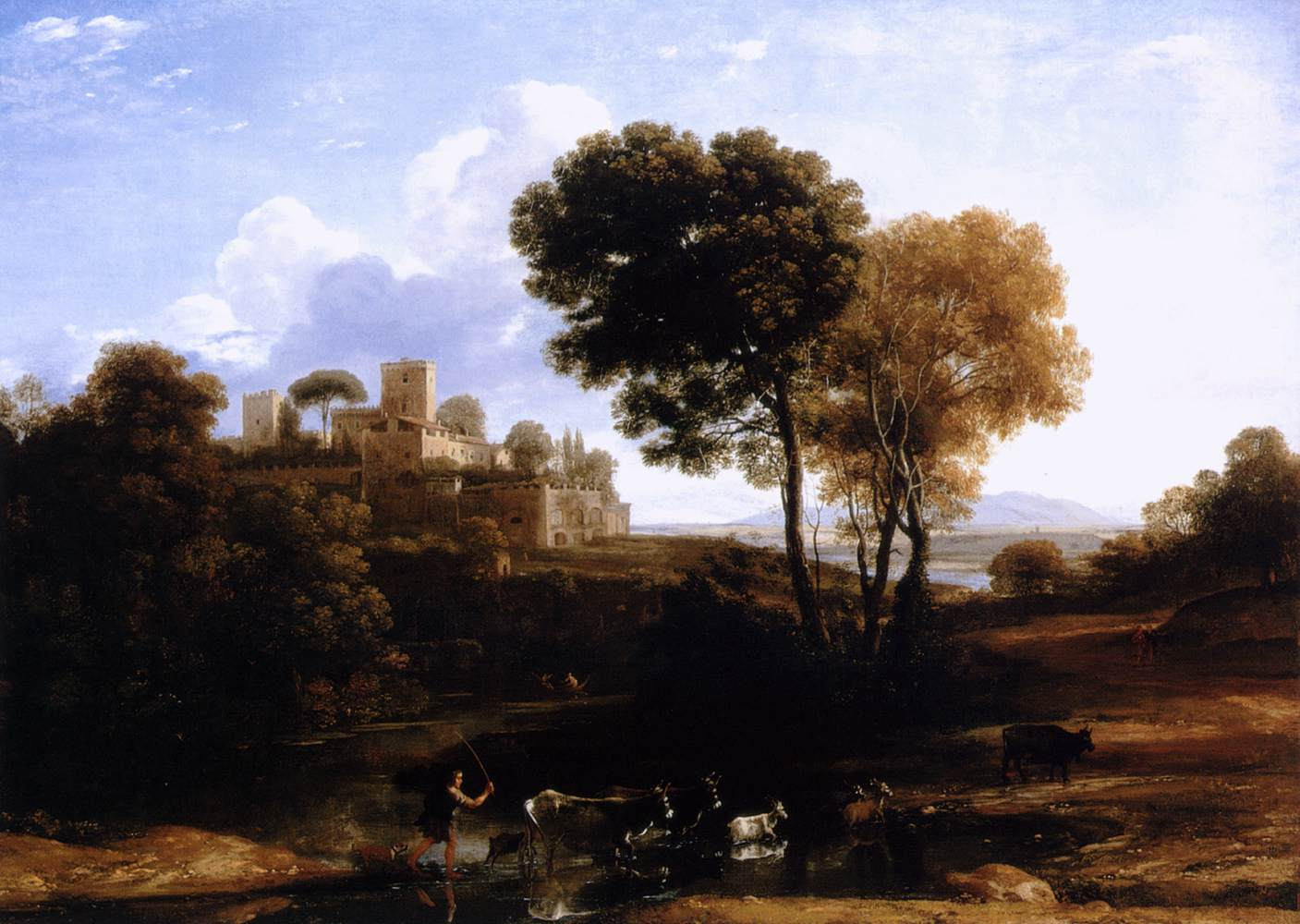
クロード・ロラン『羊飼いのいる風景』
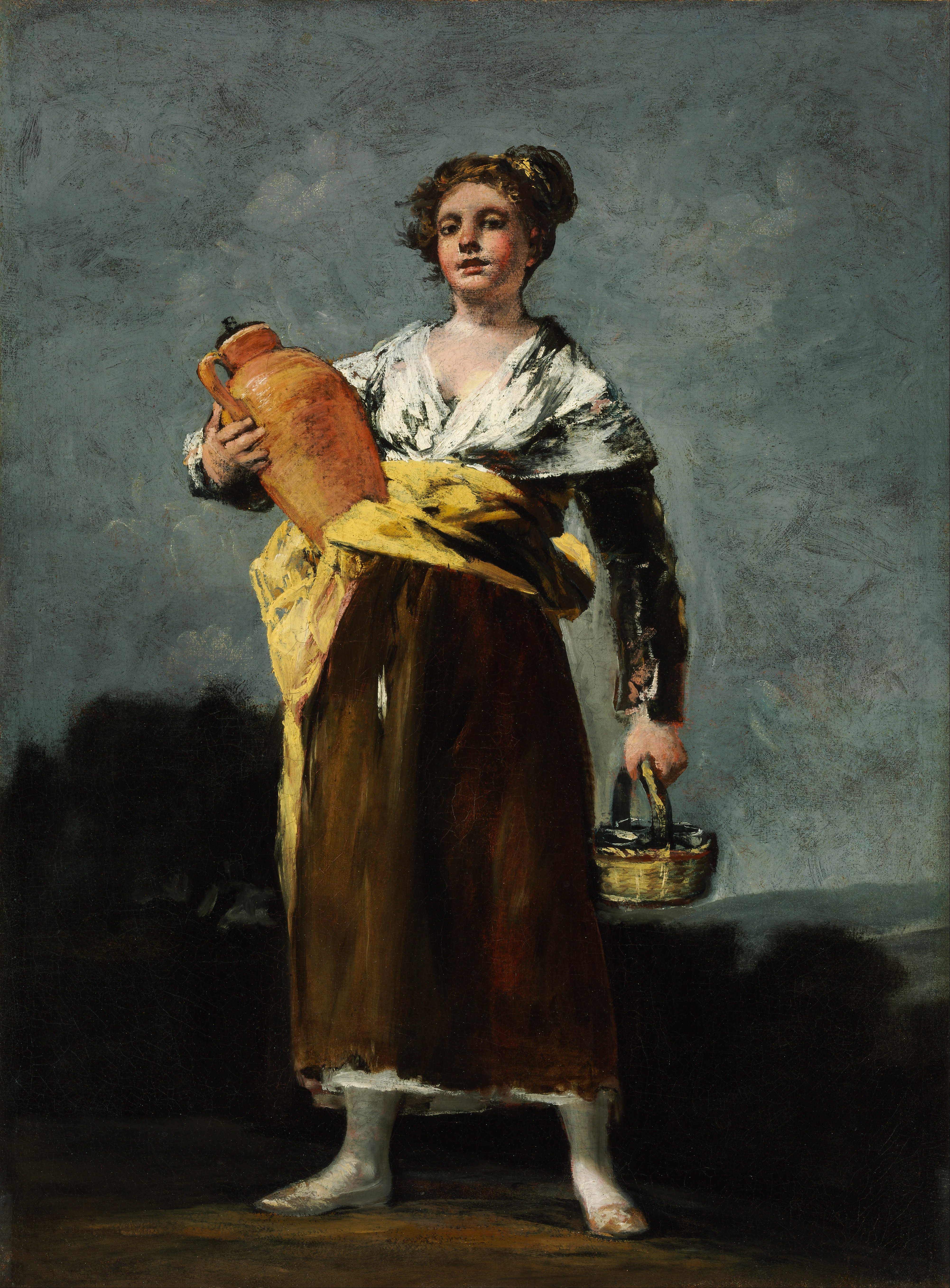
フランシスコ・デ・ゴヤ『水売り女』
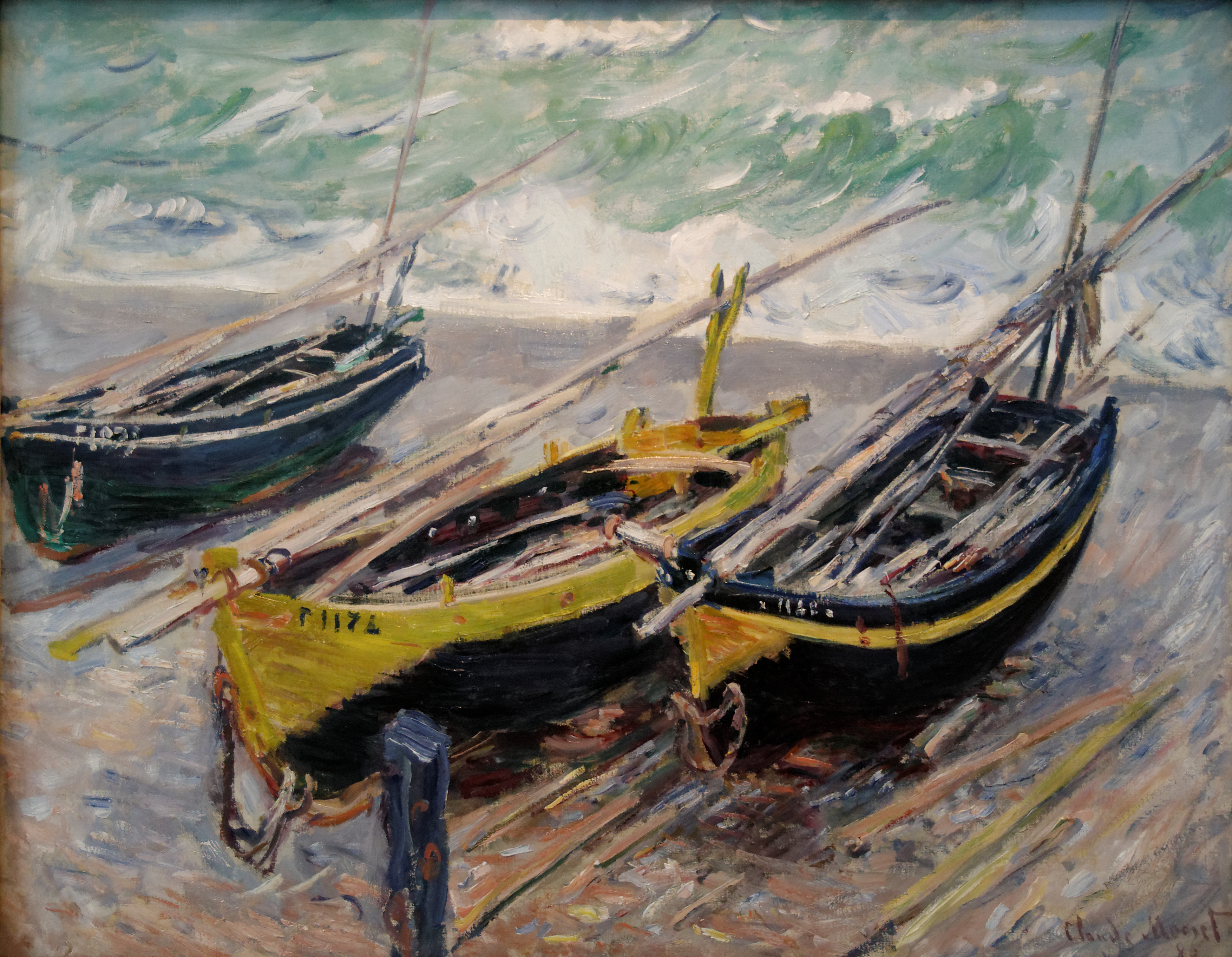
クロード・モネ『三艘のボート』

## 参照
1. ↑  日本語では「ブダペスト西洋美術館」「ブダペスト国立美術館」の表記もあるが、ここではAP通信の表記や「BS朝日 - 世界の名画 ～美の殿堂への招待～」での表記に倣った。